# Хвощинская, Надежда Дмитриевна
Надежда Дмитриевна Хвощинская (в замужестве Зайончковская; 20 мая [1 июня] 1821, Рязанская губерния — 8 [20] июня 1889, Петергоф) — русская писательница из рода Хвощинских. Публиковалась под псевдонимами В. Крестовский, В. Поречников, Н. Воздвиженский, Н. Х. и др. Сестра писательниц С. Д. Хвощинской и П. Д. Хвощинской.
Хвощинской принадлежит авторство известной фразы «Были времена хуже — подлее не бывало», годом позже использованной Н. Некрасовым в поэме «Современники»:

Я книгу взял, восстав от сна,
И прочитал я в ней:
«Бывали хуже времена,
Но не было подлей».

## Детство, юность и молодые годы
Родилась 20 мая (1 июня) 1821 года в имении своего отца в Пронском уезде Рязанской губернии. Отец — небогатый помещик Дмитрий Кесаревич Хвощинский, участник Отечественной войны 1812 года, бывший офицер-артиллерист, по выходе в отставку служил в Рязанской губернском отделении ведомства коннозаводства; человек образованный и страстный любитель искусств. Мать — Юлия Викентьевна, урождённая Дробышевская-Рубец, полька по происхождению, получила обычное образование девушек того времени, владела в совершенстве французским языком и передала это знание своим детям.
В 1832 году её отец был несправедливо обвинён в растрате казённых денег, лишился места, попал под суд и подвергся взысканию в размере 15 тысяч рублей (практически всего своего состояния). Обвинение было снято в 1844 году. Вдобавок к этому, он после суда только через десять лет сумел снова поступить на государственную службу. Хвощинские были вынуждены переселиться в Рязань (здесь, в доме на Семинарской улице (полуразрушен после пожара), Надежда Дмитриевна проживёт до 1884 года, лишь изредка посещая в Санкт-Петербург и Москву).
Несмотря на достаточно незавидное финансовое положение семьи, все дети Хвощинских сумели получить хорошее домашнее образование. С юных лет Надежда Дмитриевна была художественно одарённой натурой, рисовала, помогала в работе отцу, вынужденному в отсутствие постоянного места службы заниматься каллиграфическим копированием деловых бумаг и топографических планов. Рано проявились у неё и литературные наклонности. В детстве вместе с братом и сёстрами (впоследствии две её сестры — Софья и Прасковья — также стали писательницами) сочиняла стихи, исторические романы, составляла рукописный журнал «Звёздочка». Чтение было страстью Надежды — она перечитала всё, что можно было найти в библиотеках отца и знакомых. Любимыми писателями Хвощинской были В. Гюго, В. Шекспир, Ф. Шиллер, А. Данте, Э. Сведенборг. Из литературных критиков самое сильное впечатление на неё произвел В. Белинский — его она позже назовёт своим «духовным учителем». Закончить своё образование в учебном заведении Надежда Хвощинская не смогла — её устроили в частный рязанский пансион, но бедность вскоре заставила родителей взять её опять к себе, так как большая часть доходов семьи уходила на обучение её сестры Софьи в московском Екатерининском институте и брата в кадетском корпусе. Позже, проживая некоторое время в Москве у дяди, Надежда будет брать уроки музыки и итальянского языка.

## Литературная деятельность

### Поэтический дебют
Дебютными произведениями Хвощинской стали стихи, в которых высказалась тоска одинокой души в однообразии и скуке провинциального существования. С 1842 года она стала печататься в «Сыне отечества», а после 1847, «Литературной газете» и журнале «Иллюстрации». На выход её первой книги — повести в стихах «Деревенский случай» (1853) — откликнулся Николай Некрасов. Отметив в повести «верно и тонко выраженные мысли», он в целом не увидел у автора «собственно поэтического таланта». Считая, что. Xвощинская «пошла по ложной дороге», он советовал ей обратиться к прозе (Некрасов Н. А. Собр. соч. — т. 9.—С. 671—673).
Надежда Дмитриевна прислушалась к мнению писателя и к 1859 году полностью перешла к прозе. Всего с 1842 по 1859 год период ей было написано около ста стихотворных произведений, самыми яркими из которых являются «Новые песни», «В сумерки» (1847), уже упомянутый «Деревенский случай» (1853), «Слово» (1856), «Кладбище» (1859).

### Ранняя проза
Первое прозаическое произведение Хвощинской — повесть «Анна Михайловна» — появилось в 1850 году в журнале «Отечественные записки» под псевдонимом В. Крестовский. По свидетельству Марии Цебриковой, современницы Хвощинской, писательница взяла фамилию первого встретившегося ей на улице мальчика (Цебрикова М. К.— С. 1—40). Этот псевдоним стал постоянным для её прозы (позднее, когда появился писатель В. В. Крестовский, она стала подписываться «В. Крестовский — псевдоним»).
В 1852 году Надежда Дмитриевна на некоторое время с отцом приехала в Санкт-Петербург, где у них, как и в Москве, были родные. Последние любезно отнеслись к молодой писательнице, радушно встретил её и кружок Краевского. Ободрённая таким приёмом, Надежда Дмитриевна по возвращении в Рязань с удвоенной энергией принялась за работу. Постепенно и литературные критики, относившиеся к Хвощинской сначала очень сдержанно, стали давать о её произведениях всё более и более одобрительные отзывы. С увеличением известности растёт и гонорар, получаемый Хвощинской, и даёт ей возможность оказывать существенную помощь своей семье, которая после смерти отца (1856) находилась в ещё более затруднительном положении, чем прежде. Однако в своём родном городе она далеко не пользовалась популярностью. Рязанское провинциальное дворянство косо смотрело на молодую писательницу: её нелюбовь к выездам в свет, мужские привычки, усвоенные от отца, и, наконец, её занятия литературой не располагали в её пользу. Хвощинскую считали странной, чуть ли не сумасшедшей. Благодаря такому к ней отношению местного общества, она ещё более уединялась, занимаясь вместе с  сестрой Софьей писательской деятельностью в тесном семейном кругу. Единственным для неё развлечением служили поездки в Санкт-Петербург, где она находила радушный приём в литературном мире. В 1850—1865 годах в известных литературных журналах того времени («Отечественные Записки», «Пантеон», «Русский Вестник», «Библиотека для Чтения») регулярно печатаются её романы и повести:
- «Сельский учитель» (1850);
- «Джулио» (1851);
- «Ещё год» (1852);
- «Искушение» (1852);
- «Утренний визит» (1852);
- Трилогия «Провинция в старые годы»: «Свободное время», «Кто же остался доволен», «Последнее действие комедии» (1853—1856);
- «Несколько летних дней» (1853);
- «Деревенский случай» (1853);
- «Решительный час» (1853);
- «Испытание» (1854);
- «В дороге» (1854);
- «Фразы» (1855);
- «Последнее действие комедии» (1856);
- «Свободное время» (1856);
- «Баритон» (1857);
- «Из связки писем, брошенной в огонь» (1857);
- «Старое горе» (1858);
- «Братец» (1858);
- «Недописанная тетрадь» (1859);
- «Встреча» (1860);
- «В ожидании лучшего» (1860);
- «Пансионерка» (1861);
- «Стоячая вода» (1862);
- «За стеной» (1862);
- «Домашнее дело» (1864);
- «Старый портрет — новый оригинал» (1864);
- «Недавнее» (1865).

Действие всех этих произведений (кроме драматической фантазии «Джулио») разворачивается в российской глубинке. Круг интересов и преимущественного внимания писательницы — семейно-бытовые и любовные отношения в провинциальном дворянском обществе 1840-х — 1850-х годов. Излюбленные герои ранних романов и повестей Хвощинской — молодые люди, судьбы, которых складываются драматично на фоне общего застоя, бездушия и бездуховности провинциального быта. То бессилие неокрепших душ перед миром стяжательства, пошлости, лжи, самодовольного, скудоумия нашло у неё столь искреннее воплощение, что позволило А. А. Григорьеву заметить о произведениях «В. Крестовского-псевдонима»: «…не рассудочным отрицанием, но болезненными опытами сердца добыты мысли, лежащие в основе его повестей» (Москвитянин.— 1855,— № 15-—16.— Кн: 1—2.—.С. 204). Достаточно узкий круг тем в ранних произведениях Н.Д. Хвощинской объясняется провинциальной жизнью писательницы, наложившей ограничения на кругозор её творчества. Писательница признавалась, что не умеет писать о том, чего не видела и не знает (Цебрикова М. К.— С: 13): Стремясь к достоверности, Хвощинская тщательно, до малейших деталей, обдумывала замысел своих произведений: составляла хронологические таблицы с датами рождения героев, чертила планы домов и т.д. (Винницкая А.А. "Воспоминания о Н.Д. Хвощинской" // Исторический вестник.— 1890.— № 1—3.—С. 149). Скрупулёзность и строгость в изображении внешней стороны событий сочетались у неё с ярко выраженной субъективностью в понимании внутренней сути явлений. Отсюда — лиризм и эмоциональность её прозы, завоевавшей сердца читателей. Об успехе этих произведений свидетельствует тот факт, что уже с 1859 года начинает выходить «Собрание романов и повестей В. Крестовского» — первое прижизненное собрание сочинений Надежды Дмитриевны Хвощинской.

### 1865—1867 годы
В начале весны 1865 года тяжело заболевает сестра Надежды Дмитриевны — Софья. Надежда очень любила свою сестру и ухаживала за ней, однако Софья скончалась в августе того же года. Хвощинская, очень тяжело переживавшая её смерть, на некоторое время отошла от литературной деятельности. Кроме того, она исполнила два посмертных желания сестры: не переиздавала её произведения и не писала о ней. По желанию своей сестры, Надежда вышла замуж за молодого врача И. И. Зайончковского, который лечил Софью. Это был молодой человек 27 лет, добрый и хорошо образованный, но с крайними убеждениями. Обвинённый в 1863 г. в распространении прокламаций, Зайончковский 11 месяцев просидел в тюремной камере, где заразился чахоткой. Он был влюблён в Надежду с тех пор, когда лечил её умиравшую сестру, получил согласие на брак, но их союз не оказался счастливым. Прогрессирующая болезнь сделала его капризным и придирчивым, и он измучил жену нравственно и физически. В 1868 году доктора отправили Зайончковского для лечения за границу, там он и умер в 1872 году.
1865—1867 годы стали самыми тяжёлыми в жизни писательницы. Начатый при жизни сестры, в марте 1865 года, роман «Большая Медведица» (посвящённый одной из самых злободневных тем того времени — женской эмансипации) она смогла продолжить лишь в феврале 1868 года. В эти тяжёлые для Надежды Хвощинской годы её морально поддержала младшая из её сестер, Прасковья (тоже ставшая писательницей, печатавшая свои повести под псевдонимом С. Зимарова). Сестра же помогла писательнице закончить и «Большую Медведицу» (роман, напечатанный в журнале «Вестник Европы», обретёт популярность и в 1870-х — 1880-х годах будет неоднократно переиздаваться).

### Проза конца 1860-х — начала 1880-х годов
Новым важным событием в жизни Хвощинской явилось приглашение её в конце 1867 года Н.А. Некрасовым сотрудничать в обновлённых «Отечественных записках»: в 1868 году в них печатается новая повесть Надежды Хвощинской «Два памятных дня». В 1869 году там же появляется повесть «Первая борьба», которая вновь вызывает интерес к её творчеству. Построенная в форме рассказа героя о своей жизни, повесть по сути есть саморазоблачение человека «новой формации», уютно чувствующего себя в атмосфере пореформенной поры и с иронией относящегося к идеалам «поколения шестидесятников». О социальной значимости и злободневности повести писали П.Н. Ткачёв и Н.К. Михайловский. Последний признал, что это «вообще лучшее произведение писательницы» и «одно из выдающихся во всей русской литературе».
Однако далеко не все критики были благосклонны к Хвощинской. Н.В. Шелгунов оценил общий тон произведений Хвощинской реакционным, философию её — проповедующей всем слабым «смирение и покорность». Почти столь же суровым было отношение к произведениям Надежды Дмитриевны у А.М. Скабичевского. В статье «Волны русского прогресса» («Отечественные Записки», 1872, № 1) он объясняет успех произведений Хвощинской, написанных на рубеже 1860-х — 1870-х годов, начавшейся в обществе реакцией, которая сделала возможным успех идеализации пошлости; так называет автор пристрастие Надежды Дмитриевны к «идеальным» героям и героиням.
Среди множества художественных произведений, опубликованных в последующем Н.Д. Хвощинской в «Отечественных Записках» особо удачными являются: циклы рассказов и повестей «Счастливые люди» (1874), «Альбом. Группы и портреты» (1875), рассказы «На вечере» (1876), «Из записной книжки», и «Между друзьями» (1877), «Свиданье» (1879), «Здоровье» (1883), первая часть неоконченного романа «Былое» (1878).

### Критическая и публицистическая деятельность
В те же годы Хвощинская много работает в критической и публицистической сфере (под псевдонимами В.Поречников, Н.Воздвиженский). Ею было написано множество рецензий, обзоров, критических писем. Заслуживают внимания её статьи о русских писателях (И. А. Гончарове, А. К. Толстом, М. Е. Салтыкове-Щедрине, С. Я. Надсоне), французском писателе О. Бальзаке. Так же перу Надежды Дмитриевны принадлежит ряд работ о художниках и музыкальных деятелях современности (А. А. Иванове и И. Н. Крамском и др.).

## Последние годы жизни
В 1884 году, после смерти матери, Хвощинская покидает Рязань и переезжает на постоянное жительство в Санкт-Петербург; где от Литературного Фонда ей, как заслуженной писательнице, была предоставлена квартира. Осенью 1885 года Надежда Дмитриевна серьёзно заболела, но, несмотря на запрет врача, продолжала работать. В последние годы основным направлением её деятельности были переводы и написание критических статей о творчестве зарубежных литераторов. Хвощинская переводила на русский язык романы итальянских и французских писателей, в частности, Жорж Санд («Орас», «Габриэль»). В последние годы жизни Хвощинская также создала ряд своих произведений, например, рассказ «Вьюга» (1889) — о последствиях разгрома революционного народничества.
В мае 1889 года Надежда Дмитриевна переехала на дачу в Петергоф, где и провела свои последние дни. Скончалась от припадка сердечной астмы 8 (20) июня 1889 года. Была похоронена на Троицком кладбище Старого Петергофа на средства Литературного фонда. 